# Đảo Rùa
Đảo Rùa (tiếng Anh: Turtle Island, tiếng Pháp: L'île de la tortue) là một bộ phim hoạt hình hài hước do hãng La Fête sản xuất từ 1995 đến 2000.

## Nội dung

### Nhân vật
- Rùa Tikki
- Bà Bạch Tuộc Ingrid